# Limnaecia pallidula
Limnaecia pallidula là một loài bướm đêm thuộc họ Cosmopterigidae. Nó được tìm thấy ở Úc.